# Бахмутська волость
Бахмутська волость — історична адміністративно-територіальна одиниця Бахмутського повіту Катеринославської губернії із центром у повітовому місті Бахмут.
Станом на 1886 рік складалася з 7 поселень, 4 сільських громад. Населення — 9942 особи (4947 чоловічої статі та 4995 — жіночої), 1718 дворових господарств.
|                     | Площа, десятин | У тому числі орної, дес. |
| ------------------- | -------------- | ------------------------ |
| Сільських громад    | 28848          | 17306                    |
| Приватної власності | —              | —                        |
| Іншої власності     | 272            | 120                      |
| Загалом             | 29120          | 17426                    |

Поселення волості:
- Клинове — колишнє державне село при річці Клинова за 12 верст від повітового міста, 555 осіб, 101 дворове господарство.
- Зайцівський хутір — колишнє державне село при річці Зайцева, 1093 особи, 183 дворових господарства.
- Кодема — колишнє державне село при річці Кодема, 954 особи, 191 дворове господарство, молитовний будинок.
- Покровське — колишнє державне село при річці Горіле Поле, 3654 особи, 609 дворових господарств, православна церква, школа, арештантський будинок.

За даними на 1908 рік у волості налічувалось 19 поселень, загальне населення волості зросло до 22 530 осіб (11280 чоловічої статі та 11250 — жіночої), 2699 дворових господарств.